# The Gentle Storm
The Gentle Storm is een Nederlandse metalgroep rond zangeres Anneke van Giersbergen en componist Arjen Anthony Lucassen.

## Geschiedenis

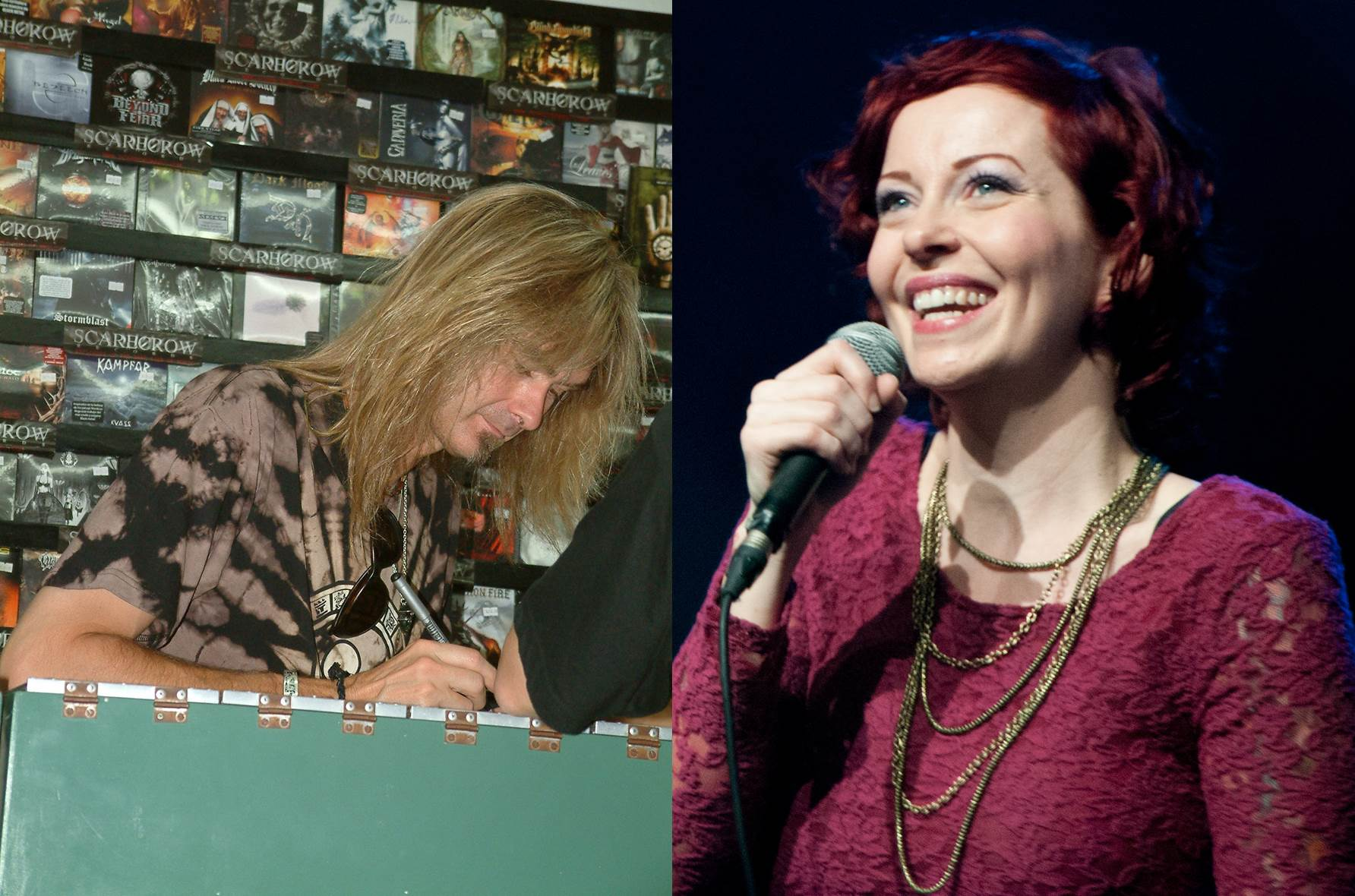
Arjen Anthony Lucassen (links) en Anneke van Giersbergen (rechts), oprichters van The Gentle Storm

Het duo heeft eerder samengewerkt aan de Ayreon-albums Into the Electric Castle en 01011001. Op 23 maart 2015 verscheen het debuutalbum The Diary. Dit is een conceptalbum, bestaande uit twee cd's of drie langspeelplaten, waarbij op de ene cd de nummers in een metalversie staan en op de andere cd lichtere, akoestische versies van dezelfde nummers staan. Het album heeft als thema een epos over Nederland in de zeventiende eeuw, geschreven als een dagboek en brieven die door twee geliefden uitgewisseld worden. De teksten zijn geschreven door van Giersbergen en de muziek door Lucassen.
In maart en april 2015 volgde een Europese tournee, voor het grootste deel zonder Lucassen, die een hekel aan toeren heeft. Tijdens de optredens werden, naast nummers van The Diary, diverse nummers van Ayreon en The Gathering uitgevoerd.
Het laatste optreden van deze tijdelijk samengestelde band was in december 2016, een aantal leden van deze formatie bleef samenwerken in de nieuwe band VUUR.

## Discografie
Het album The Diary bereikte positie 6 in de Album Top 100 op 28 maart 2015.
- The Diary (InsideOut Music, 2015)

## Bezetting
Studiobezetting
- Anneke van Giersbergen (ex-The Gathering) - zang
- Arjen Anthony Lucassen (Ayreon, Ambeon, Star One, Guilt Machine, ex-Stream of Passion) - gitaar, keyboard, percussie, dulcimer
- Ed Warby (Gorefest) - drums
- Rob Snijders (Agua de Annique) - percussie
- Johan van Stratum (Stream of Passion) - basgitaar
- Joost van den Broek (Star One, After Forever) - piano
- Timo Somers (Delain, Vengeance) - gitaarsolo op "Heart of Amsterdam"
- Ben Mathot - viool
- Hinse Mutter - contrabas
- Maaike Peterse (Kingfisher Sky | Kovács) - cello
- Jenneke de Jonge - hoorn
- Jeroen Goossens - blaasinstrumenten
- Jack Pisters (Avalon) - sitar
- Michael Mills - Ierse bouzouki
- Remco Helbers - surbahar
- Nathanael van Zuilen - tabla
- Epic Rock Choir - koor

Livebezetting
- Anneke van Giersbergen - zang
- Ferry Duijsens - gitaar
- Merel Bechtold - gitaar
- Johan van Stratum (Stream of Passion) - bas
- Marcela Bovio (Stream of Passion) - achtergrondzang
- Joost van den Broek - keyboards
- Ed Warby - drums
- Arjen Anthony Lucassen - akoestische gitaar (bij een paar optredens)